# Antiche unità di misura del circondario di Alcamo
Sono qui riportate le conversioni tra le antiche unità di misura in uso nel circondario di Alcamo e il sistema metrico decimale, così come stabilite ufficialmente nel 1877; non si riportano le unità di misura e di peso stabilite con la riforma del 1809, rese uniformi nell'intero Regno di Sicilia.
Nonostante l'apparente precisione nelle tavole, in molti casi è necessario considerare che i campioni utilizzati erano di fattura approssimativa o discordanti tra loro.

## Misure di lunghezza
Nel 1877 sono indicate in uso solo le unità ufficiali del 1809.

## Misure di superficie
Nel 1877, oltre alle unità ufficiali del 1809, sono indicate in uso alcune misure abusive.
| Comuni                                                       | Denominazione | Valore   | Unità |
| ------------------------------------------------------------ | ------------- | -------- | ----- |
| Alcamo, Calatafimi, Camporeale, Vita, Salaparuta             | Salma         | 22310,91 | m²    |
| Alcamo, Calatafimi, Camporeale, Vita, Salaparuta             | Tomolo        | 1394,43  | m²    |
| Alcamo, Vita, Calatafimi                                     | Salma         | 26794,87 | m²    |
| Alcamo, Vita, Calatafimi                                     | Tomolo        | 1674,68  | m²    |
| Alcamo, Calatafimi, Castellammare del Golfo, Gibellina, Vita | Salma         | 33493,58 | m²    |
| Alcamo, Calatafimi, Castellammare del Golfo, Gibellina, Vita | Tomolo        | 2093,35  | m²    |
| Poggioreale, Salaparuta                                      | Salma         | 33162,83 | m²    |
| Poggioreale, Salaparuta                                      | Tomolo        | 2072,68  | m²    |
| Calatafimi                                                   | Salma         | 25145,31 | m²    |
| Calatafimi                                                   | Tomolo        | 1571,58  | m²    |

La salma abusiva si divide in 16 tomoli.
Il tomolo di are 13,94 ha per lato la corda di canne 18 e palmi 2 aboliti di Palermo.
Il tomolo di are 16,74 ha per lato la corda di canne 20 abolite di Palermo.
Il tomolo di are 20,93 è di 500 canne quadrate abolite di Palermo.
Il tomolo di Poggioreale e Salaparuta ha per lato la corda di canne 22 e palmi 2 aboliti di Palermo.
Il tomolo di Calatafimi è di 375 3/8 canne quadrate abolite di Palermo.

## Misure di volume
Nel 1877 sono indicate in uso solo le unità ufficiali del 1809.

## Misure di capacità per gli aridi
Nel 1877, oltre alle unità ufficiali del 1809, sono indicate in uso alcune misure abusive.
| Comuni                                                             | Denominazione      | Valore   | Unità |
| ------------------------------------------------------------------ | ------------------ | -------- | ----- |
| Tutti i comuni                                                     | Salma per orzi     | 343,8611 | L     |
| Alcamo, Calatafimi, Castellammare del Golfo, Camporeale, Gibellina | Salma per legumi   | 412,6333 | L     |
| Alcamo                                                             | Salma per sommacco | 550,1777 | L     |
| Poggioreale                                                        | Salma per legumi   | 408,3350 | L     |

Negli usi di consuetudine locali la salma si considera divisa in 16 tomoli.
La salma per orzi usata in tutti i comuni del circondario è di 20 tomoli rasi.
La salma per legumi di Alcamo è di 24 tomoli rasi.
La salma per sommacco di Alcamo è di tomoli rasi 32.
La salma per legumi di Poggioreale è di tomoli rasi 23 3/4.

## Misure di capacità per i liquidi
Nel 1877, oltre alle unità ufficiali del 1809, sono indicate in uso alcune misure abusive.
| Comuni                                                      | Denominazione    | Valore   | Unità |
| ----------------------------------------------------------- | ---------------- | -------- | ----- |
| Alcamo, Salaparuta                                          | Botte per mosto  | 598,3182 | L     |
| Alcamo, Salaparuta                                          | Botte per vino   | 412,6333 | L     |
| Alcamo, Salaparuta                                          | Carico per mosto | 119,6636 | L     |
| Alcamo, Salaparuta                                          | Barile per vino  | 34,3861  | L     |
| Camporeale, Gibellina, Castellammare del Golfo, Poggioreale | Botte per vino   | 412,6333 | L     |
| Calatafimi                                                  | Botte per mosto  | 687,7221 | L     |
| Calatafimi                                                  | Botte per vino   | 515,7916 | L     |
| Camporeale                                                  | Botte per mosto  | 571,6690 | L     |
| Castellammare del Golfo                                     | Botte per mosto  | 584,5638 | L     |
| Gibellina                                                   | Botte per mosto  | 577,6866 | L     |
| Poggioreale                                                 | Botte per mosto  | 616,3710 | L     |
| Monte San Giuliano                                          | Botte per mosto  | 629,0141 | L     |
| Monte San Giuliano                                          | Botte per vino   | 471,7606 | L     |

La botte per mosto di Alcamo e Salaparuta si divide in 5 carichi, il carico per mosto in 8 quartare, la quartara per mosto è di quartucci legali 17 2/5.
La botte per vino di Alcamo che è la stessa usata nei comuni di Camporeale, Gibellina, Castellammare del Golfo e Poggioreale, si divide in 12 barili, il barile per vino è di 40 quartucci legali.
La botte per mosto di Calatafimi e la botte per vino si dividono in 5 carichi, il carico da mosto si divide in 8 quartare, il carico per vino in 12 quartare, la quartara per mosto è di 20 quartucci legali, la quartara per vino di 10 quartucci legali.
La botte da mosto di Camporeale è di barili 16 e quartucci 25, il barile per mosto di 40 quartucci. Il quartuccio è il legale.
La botte per mosto di Castellammare del Golfo si divide in 5 carichi, il carico in 8 quartare, la quartara è di 17 quartucci legali.
La botte per mosto di Gibellina si divide in 6 carichi, il carico per mosto è di barili 2 e quartucci 32, il barile per mosto è di 40 quartucci. Il quartuccio è il legale.
La botte per mosto di Poggioreale si divide in 6 carichi, il carico per mosto è di quartucci legali 119 1/2.
La botte per mosto di Vita e la botte per vino si dividono in 5 carichi, il carico per mosto si divide in 8 quartare, il carico per vino in 6 quartare, la quartara, tanto da vino che da mosto, si divide in 2 lanceile, la lancella in 10 quartucci, il quartuccio è di once 30, peso d'acqua corrispondente a litri 0,786268.
| Comuni                                                                                | Denominazione                            | Valore   | Unità |
| ------------------------------------------------------------------------------------- | ---------------------------------------- | -------- | ----- |
| Salaparuta, Vita, Alcamo, Camporeale, Castellammare del Golfo, Gibellina, Poggioreale | Cafiso di rotoli 10 = 7,934 kg           | 8,596527 | L     |
| Calatafimi                                                                            | Cafiso di rotoli 10 e once 21 = 8,490 kg | 9,198283 | L     |

## Pesi
Nel 1877, oltre alle unità ufficiali del 1809, sono indicate in uso alcune misure abusive.
| Comuni         | Denominazione            | Valore    | Unità |
| -------------- | ------------------------ | --------- | ----- |
| Tutti i comuni | Rotolo                   | 793,420   | g     |
| Tutti i comuni | Oncia grossa             | 66,118333 | g     |
| Tutti i comuni | Trappeso per gli orefici | 0,881578  | g     |

Nella consuetudine locale il rotolo si divido in 12 once alla grossa.
La libbra mercantile si usa egualmente dai farmacisti e dagli orefici.
Gli orefici dividono la libbra in 12 once, l'oncia in 30 trappesi, il trappeso in 16 cocci o denari.

## Territorio
Nel 1874 nel circondario di Alcamo erano presenti 8 comuni divisi in 4 mandamenti.
- Alcamo • Alcamo, Camporeale
- Calatafimi • Calatafimi, Vita
- Castellammare del Golfo • Castellammare del Golfo
- Gibellina • Gibellina, Poggioreale, Salaparuta